# Oblivion Lost
Oblivion Lost (рус. Утраченное забвение) — отменённая компьютерная игра в жанре командного тактического шутера от первого лица, разрабатывавшаяся украинской компанией GSC Game World на собственном движке «X-Ray». Издателем в СНГ планировалась компания Руссобит-М, за его пределами игру должна была издавать Big Blue Box Studios.
Разработка игрового движка началась в 1999 году, создание игрового контента — во второй половине 2000 года, анонс игры состоялся 13 ноября 2001 года, а выход был намечен на I—II квартал 2003 года. Разработка Oblivion Lost была прекращена из-за полной смены концепции игры в феврале 2002 года, однако само заявление о прекращении состоялось лишь 27 марта.

## Сюжет
Действие Oblivion Lost должно было разворачиваться в далёком будущем, в котором существуют огромные межгалактические империи, могущественные корпорации, а технологии достигли невероятного развития. Сюжет игры повествует о только что открытом новом способе перемещения в пространстве по гиперпространственным тоннелям, связывающим между собой конкретные планеты и позволяющим путешествовать в ранее неизвестные миры. Группа элитных солдат, известных как «Следопыты», удостоились «чести» стать первооткрывателями. Главная задача игрока — исследовать новые планеты и выяснить, пригодны ли они для дальнейшей колонизации.
Журналисты отмечали большое сходство сюжета игры с фильмом «Звёздные врата» 1994 года.

## Игровой процесс

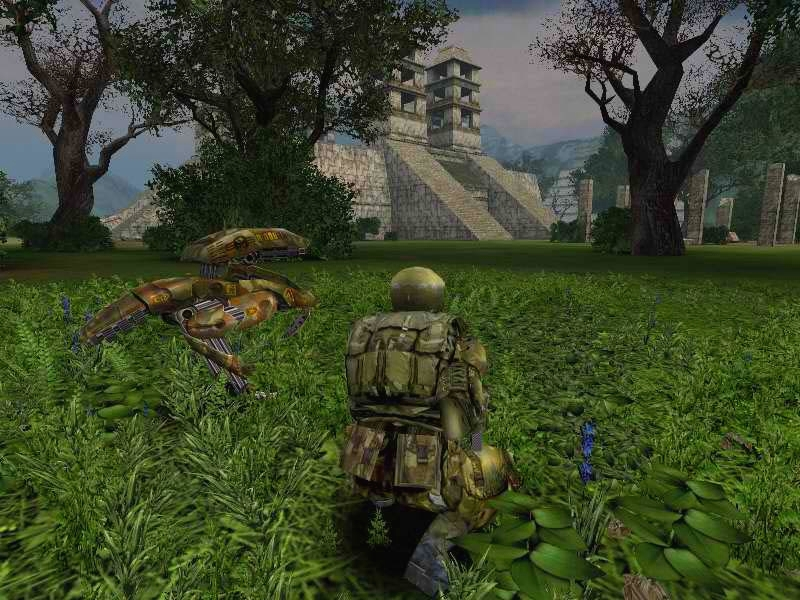
Игрок вместе с дружественным АТМ-роботом, исследует территорию с «пирамидами»

Большую часть игрового процесса занимают перестрелки. В ходе изучения игрового мира, игроку в роли одного из главных героев-мужчин «Jeffry» и «Bob» или женщины «Barby», в военной экипировке, нужно сражаться с роботизированными боевыми машинами, называемыми Автоматическими модулями поддержки (АТМ) модели T-800M. Главный герой мог держать под своим управлением до трёх союзных роботов АТМ, которые помогали ему в борьбе с противниками. В игре планировался транспорт — был создан вертолёт, планировались футуристические военные автомобили и ховерборды. Предполагались командные действия с линейным сюжетом со множеством скриптовых сцен, имеющих сходство с игрой Half-Life.

### Игровой мир
Разработчиками в игре планировалось 15 уровней. В итоге создатели игры успели смоделировать около пятнадцати заготовок локаций, две из которых представляли собой макетные наброски города будущего без текстур. Один из уровней имел техническое название «Metropolis» (рус. Метрополис) и состоял из двух частей. В демонстрационных сборках игры за начало 2002 года, утекшей одной в Сеть в марте 2004 года, присутствовала довольно обширная в масштабах и неплохо проработана для своего времени локация с лесистой территорией и храмовым комплексом в стиле архитектуры мезоамериканских пирамид индейских народов центральной Мексики и полуострова Юкатан.
Для игрока был доступен довольно разнообразный арсенал оружия, так в игре имелись две штурмовые винтовки FS 2000AP и «Groza», пистолет HPSA, гладкоствольный дробовик «Protecta», гранатомёт RG-6 и ручной шестиствольный пулемет M134. На более ранних этапах разработки также присутствовал рельсотрон и снайперская винтовка.

## Разработка
В 1999 году программисты Олесь Шишковцов и Александр Максимчук, придя устраиваться на работу в GSC Game World, продемонстрировали главе компании Сергею Григоровичу логическую аркаду AlienLogic, разработанная в компании WhiteLynx. Однако Григорович сказал, что стоило бы сделать шутер.
Через пару месяцев — весной 2000 года программисты написали техническую демоверсию сетевого шутера, но поскольку арт-контента не было, материалы они взяли из Quake III Arena. Григоровичу понравился проект, и он принял Шишковцова и Максимчука на работу, после чего началась разработка игрового движка, позже получившего название «X-Ray». К концу года был создан первый SDK.
В январе 2001 года к проекту присоединился художник Сергей Кармальский и в марте он начал работать над первым игровым уровнем l1_day, который был закончен 4 апреля. 19 апреля была скомпилирована сборка 749, предназначена для демонстрации графики, в которую вошёл данный уровень. На нём планировалось разместить нескольких врагов-монстров, но их вырезали. В ресурсах этой сборки, позднее попавшей в Сеть, имеется большое количество материалов из других игр, так единственное имеющееся оружие «Railgun» (рус. Рельсотрон) и звуки его выстрелов были взяты из Quake III Arena, а спрайт и характер поведения прицела для него — из игры Serious Sam: The First Encounter.
Позднее к команде присоединился концепт-художник и сценарист Алексей Мосейчук, освободившийся после работы над аркадной гонкой Hover Ace. В июне Кармальский начал работу на уровнем с техническим названием heli, для тестирования модели вертолёта «Apachetka», в итоге 26 июня была скомпилирована сборка 756 с этой локацией. После предложения Мосейчуком концепции «Звёздных врат» начинается разработка презентационной локации demo, 27 августа с ней компилируется сборка под номером 788.

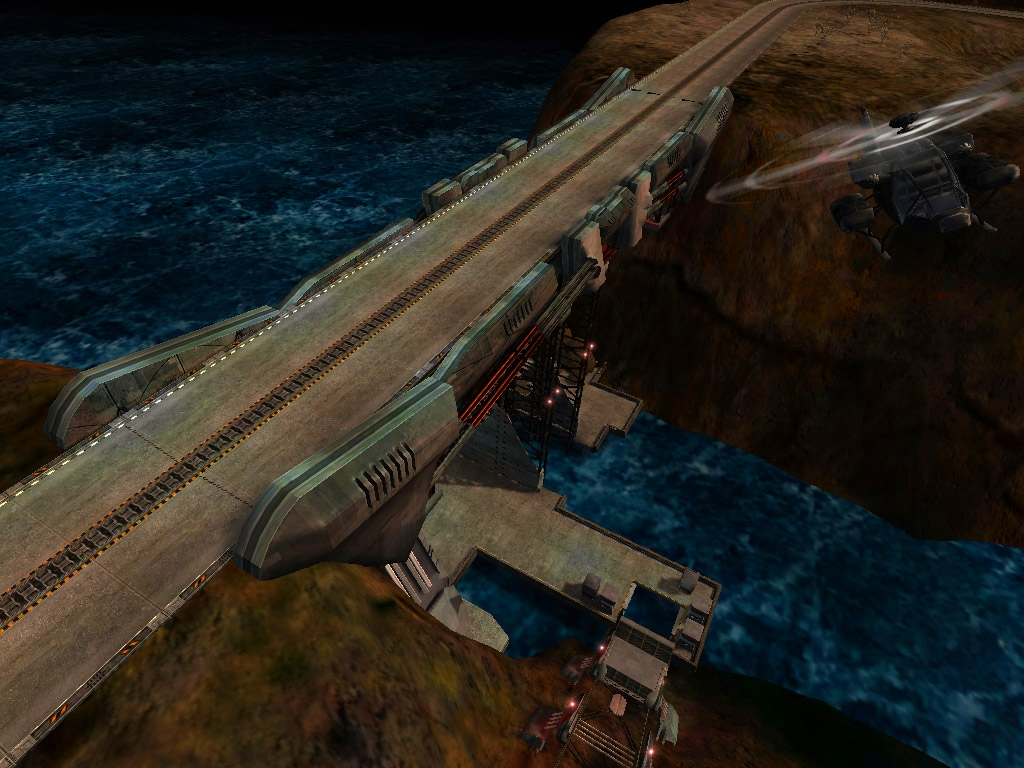
Демонстрационная локация

В это время у проекта появляется название — Oblivion Lost (рус. Утерянное забвение). С 2 по 4 сентября GSC Game World демонстрирует проект на выставке European Computer Trade Show, после чего, с 5 сентября начала публиковаться первая информация об игре. Некоторые издания заявляли о выходе игры не только под Windows, но и на игровую консоль Xbox от Microsoft. Впечатлившись возможностями графического движка, на проект обратил внимание Андрей Прохоров, ведущий художник Venom. Codename: Outbreak. 24 октября компанию покинуло несколько разработчиков из команды Venom, в связи с чем оставшаяся часть команды была расформирована по разным проектам компании. Андрей Прохоров присоединился к разработке Oblivion Lost в качестве художника и после более близкого знакомства с проектом понял, что концепция игры ему не нравится, об этом он заявил главе компании Сергею Григоровичу, но тот никак не отреагировал, и игра продолжила разрабатываться дальше.

### Официальный анонс
13 ноября игра Oblivion Lost была официально анонсирована, после в Cети продолжила появляться новая информация о игре от различных изданий. В этом месяце к разработке присоединился 3D-художник Руслан Коновальчук.
17 января 2002 года компания Руссобит-М объявила, что будет издателем Oblivion Lost и анонсировала поездку на игровую выставку Milia. 28 января GSC Game World подтвердила своё участие на выставке и представила новые скриншоты игры, цветовая гамма на которых значительно отличалась от своих предшественников. Разработчики начали основательно готовиться к своей первой демонстрации непосредственно игры, а не только движка.
3 февраля были собраны три варианта сборки игры под номером 1098, одну из них выбрали для показа на конференции Milia. В ней демонстрировали полноценное управление, искусственный интеллект, оружие, вид от первого и третьего лица, сравнительно большую и детализированную одиночную локацию lev5_aztec, технологичную и красивую, на тот момент, графику, приблизительный игровой процесс, включая элементы тактического управления. 8 февраля разработчиками были представлены последние шесть скриншотов проекта. 11 февраля опубликовано три официальных рендера, демонстрирующих робота АМП, и два оружия, а 12 февраля издатель Руссобит-М поделился фотографиями с Milia 2002. В феврале Алексей Сытянов, устроившийся в GSC для работы над игрой Казаки: Снова война, после общения с менеджером проекта Антоном Большаковым, был перенаправлен в команду разработчиков Oblivion Lost в качестве сценариста.
18 марта в Cети появился видеоролик впервые демонстрирующий игровой процесс. 19 марта к работе над проектом присоединился программист искусственного интеллекта Дмитрий Ясенев, который 23 марта написал встроенную функцию реализации алгоритма А*, Vertex Path, Level Path и реализатор алгоритма Дейкстры, что стало началом в работе с искусственным интеллектом игровых NPC.
25 марта был записан первый трейлер игры, но на следующий день он попал в Сеть на файлообменники. В трейлере было показано новое название проекта, после чего, 27 марта GSC Game World официально подтвердили переименование с Oblivion Lost на S.T.A.L.K.E.R.: Oblivion Lost и заявили о полной смене концепции разрабатываемой игры. 1 апреля Руссобит-М показала несколько новых скриншотов и рендеров Oblivion Lost. В этот же день, трейлер игры стал доступен на сайте разработчика, а 2 апреля сайте издателя.

### Изменение концепции
Несмотря на удачный анонс, команду мучили смутные сомнения, что задумка «Звёздных врат» вторичная. Мы не хотели идти к успеху экстенсивным путём — десятилетия привлекая внимание к себе небольшими успехами. Мы хотели встать в один ряд с лучшими разработчиками уже после первого проекта. Для этого нужно было не только сделать контент на мировом уровне, необходима была ИДЕЯ игры, которая завладеет умами геймеров и больше не отпустит их. Клон Half-Life не имел шансов. Также мы понимали, что для реализации идеи звездных врат необходимо создать почти с десяток разных визуально и идеологически миров-планет. Это огромный объём работы по концептам и графике. Это вполне по силам «небольшой» фирме, такой как ЕА, но не нам.Антон Большаков, руководитель проекта
В конце 2001 — начале 2002 года художник проекта FireStarter Денис Волченко придумал новую концепцию для игры Oblivion Lost на основе фантастического романа братьев Стругацких «Пикник на обочине» и рассказал о ней ведущему программисту Олесю Шишковцову и художнику Андрею Прохорову. Во время одного из обсуждений игры 20 февраля, Волченко предложил эту концепцию, комментируя это тем, что движок «X-Ray» отлично работал бы с приключенческой игрой от первого лица с поиском артефактов в запретной зоне, а финал игры он предложил сделать на основе цитаты из романа: «счастье для всех даром, и пусть никто не уйдёт обиженным». Большая часть команды разработчиков поддержали предложенную новую концепцию Дениса Волченко, хотя поначалу глава компании Сергей Григорович, отнесся к ней скептически. Тогда же Андрей Прохоров и Олесь Шишковцов предложили изменить сюжет «Пикника на обочине» заменив пришельцев на аварию атомной электростанции, а место действия перенести в Крым с центром Зоны в Казантипе, на территории недостроенной Крымской АЭС.
Короче, Крым идеален для геймплея. Горы отсекут ненужную геометрию, что облегчит программирование, и сократят пространство открытых площадок, наполняя кадр. Там есть много играбельных мест, я их знаю по походам. Например, Чернореченский каньон, Долина Привидений. Центр событий должен быть на Казантипе, поскольку его очень хорошо знает молодёжь. Недостроенную Крымскую АЭС можно подробно отснять и превратить во вторую ЧАЭС. Кстати, она очень похожа на блок, который в Чернобыле взорвался.Олесь Шишковцов, ведущий программист

### Смена названия и отмена игры
В конце февраля Андрей Прохоров предложил назвать игру на основе названия романа Стругацких и фильма «Сталкер», режиссёра Андрея Тарковского — Stalker: Oblivion Lost, но из-за возможных проблем с авторским правом, им был придуман «зашифрованный вариант» заголовка — S.T.A.L.K.E.R., главе компании Сергею Григоровичу эта идея очень понравилась и он одобрил её.
8 марта во время очередного обсуждения внутри команды и планирования поездки в Крым для сбора фотоматериалов, Сергей Григорович увидев идущий по телевизору сюжет про Аварию на Чернобыльской АЭС, предложил перенести место действия игры в «настоящую Зону», в Чернобыльскую зону отчуждения. Из-за морально-этических аспектов не все из команды поддержали это решение, но Григорович настоял на своём, приведя в пример не совсем успешные продажи Venom и сказал, что: «Чернобыль — это узнаваемость, бренд, выход на европейский и американские рынки». Он принял личное решение отменить проект «крымской концепции» и приказал разрабатывать концепцию игры действие которой происходило бы на территории ЧАЭС и города Припять.
Позднее в тот же день, Григорович предложил съездить в Чернобыльскую зону отчуждения для сбора материалов. Отправившись на личной машине, он вместе с Андрем Прохоровым, Сергеей Кармальским и Алексеем Сытяновым не были пропущены на контрольно-пропускном пункте около села Дитятки. После этого случая PR-менеджеру компании Олегу Яворскому было поручено оформить официальный пропуск.
27 марта после отмены Oblivion Lost весь состав разработчиков начал работать над игрой S.T.A.L.K.E.R., за исключением Алексея Мосейчука, который покинул компанию GSC Game World из-за смены сюжета игры и разногласия с другими сотрудниками. 29 марта разработчики повторно отправились в Чернобыльскую зону отчуждения.

## Игровой движок
| Системные требования | Системные требования                               | Системные требования                               |
| -------------------- | -------------------------------------------------- | -------------------------------------------------- |
|                      | Минимальные                                        | Рекомендуемые                                      |
| Wintel               |                                                    |                                                    |
| ОС                   | Windows 98, Windows XP или выше                    | Windows 98, Windows XP или выше                    |
| ЦПУ                  | Intel Pentium III или AMD Athlon с 600 МГц         | Intel Pentium III или AMD Athlon с 1.0 ГГц         |
| Объём ОЗУ            | 128 МБ                                             | 256 МБ                                             |
| Видеокарта           | GeForce 2 с 64 МБ памяти                           | GeForce 3 с 64 МБ памяти                           |
| Звуковая плата       | DirectX-совместимая звуковая карта                 | DirectX-совместимая звуковая карта                 |
| Сеть                 | Интернет-соединение или LAN для игры в мультиплеер | Интернет-соединение или LAN для игры в мультиплеер |
| Устройства ввода     | Компьютерная клавиатура и мышь                     | Компьютерная клавиатура и мышь                     |

Специально для Oblivion Lost был разработан новый игровой движок «X-Ray», который мог работать как с закрытыми, так и с открытыми пространствами, поддерживал высокую детализацию геометрии, около 100 000 полигонов, со средним количеством 60 кадров в секунду, детализированные модели персонажей от 500 до 10 000 полигонов, реалистичная скелетная анимация игровых персонажей, демонстрирующая плавные анимации NPC, вертексные (вершинные) шейдеры, детализация мелких объектов, таких как трава, мелкие камни и прочего, интеллектуальные технологии кэширования аппаратного состояния, цветное динамическое освещение и «мягкие» тени: затенение персонажей с разных источников света, поддержка около 50 динамических источников света в кадре без падения производительности, интеллектуальная подсистема шейдеров, динамически генерируемые текстуры, высокопроизводительное обнаружение столкновений позволяет одновременное движение большого числа персонажей в полигональной окружающей среде, реалистическая физическая модель, скрывание визуальных эффектов при падении производительности, реалистичная система частиц, поддержка трёхмерного звука, форматов .mp3, .mp2, .wma и .adpcm. Встроенный скриптовый язык, поддержка всех трёхмерных ускорителей, начиная от второго поколения (TNT, Voodoo2 и другие). Поддерживаемые SDK инструменты моделирования — Autodesk 3ds Max 2.5/3/4 и LightWave 3D 6.5/7.
Искусственный интеллект поддерживает виртуальное зрение, слух и чувство NPC.

## Музыка
Ввиду того, что игру отменили на достаточно раннем этапе, к работам над саундтрека не приступали. Однако, звукорежиссёром Дмитрием Кузьменко специально для игры была написана композиция, звучащая в первом официальном трейлере. В техно-демоверсии, которая была показана для ECTS 2001, во время презентации используется трек «Rogue Spear Theme Remix» композитора Билли Брауна. Также в файлах самых ранних сборок игры, присутствовала песня «Земля» группы Маша и Медведи.

## Отзывы и критика

### Презентации
ECTS 2001
На выставке European Computer Trade Show, проходившей с 2 по 4 сентября 2001 года в Лондоне, GSC показала одну из первых технологических демонстрационных сборок игры и проект впервые был представлен на общее обозрение.
Milia 2002
С 4 по 8 февраля 2002 года на конференции Milia в Каннах прошла следующая презентация Oblivion Lost. Игра демонстрировалась Сергеем Григоровичем и Олегом Яворским на стенде R34.13, компании-издателя Руссобит-М. Выражение «переход от открытых пространств к закрытым происходил без дополнительных подзагрузок» от множества игровых изданий было воспринято игровым сообществом как открытый мир.
E3 2002
Уже после отмены игры 27 марта, проект был показан на игровой выставке Electronic Entertainment Expo, проходившей с 22 по 24 мая 2002 года в Лос-Анджелесе. Из-за того, что компании не было что выставлять кроме отредактированных скриншотов, на стенде, для демонстрации графических возможностей движка «X-Ray», показывался официальный трейлер отменённой Oblivion Lost, однако для представления игрового процесса показывалась одна из первых скомпилированных сборок новой игры с концепцией Чернобыльской зоны отчуждения.